# François-Auguste Vinson
Pour les articles homonymes, voir Vinson.
François-Auguste Vinson est un médecin, homme politique et poète français né en 1798 et mort en 1851.

## Biographie
Originaire de Rochefort, en Charente-Maritime, François-Auguste Vinson fut à vingt ans officier de santé. Il s'embarqua en 1817 pour l'île Bourbon et épousa en 1818 une Créole, Adèle Ducastaing. C'est ainsi qu'il devint le père de Auguste Vinson, né le 4 août 1819 et mort le 27 août 1903, un futur médecin, poète et membre de l'Académie des Sciences.
François Auguste lui-même exerça son activité médicale en tant qu'officier de santé à La Réunion. Lors de l'épidémie de choléra qui toucha l'île en 1820, il démontra le caractère transmissible de cette maladie. Il publia un mémoire qu'il présenta à la jeune Académie Royale de Médecine créée en 1820. Il en devint en 1821 membre correspondant de l'Académie de médecine de Paris.  Politiquement actif, il fut un des membres les plus éminents de l'Association des Francs-Créoles, qui obtint en 1831 la création d'une Assemblée coloniale élue. Le 1er mai 1832, il est nommé membre suppléant du conseil général de l'Île Bourbon puis devint en 1835 maire de Sainte-Suzanne.
Il publie par ailleurs dans les journaux bourbonnais des poésies dans lesquelles il commente l'actualité européenne, notamment la guerre d'indépendance grecque ou la prise d'Alger. En 1842, paraît même à Paris La Mort de Marie-Antoinette, long poème de sa main sur l'exécution de Marie-Antoinette d'Autriche.
À la fin de sa vie, il participa à l'introduction du bois de quinquina pour ses vertus fébrifuges. Par la suite, le quinquina, d'où est extraite la quinine, fut utilisé comme traitement du paludisme après sa mort. Le paludisme tuait plusieurs centaines de personnes par an à La Réunion.